# Diplocyclos schliebenii
Diplocyclos schliebenii är en gurkväxtart som först beskrevs av Hermann August Theodor Harms, och fick sitt nu gällande namn av Charles Jeffrey. Diplocyclos schliebenii ingår i släktet Diplocyclos och familjen gurkväxter. Inga underarter finns listade i Catalogue of Life.